# پترو کازاکو
پترو کازاکو (انگلیسی: Petru Cazacu; زاده ۶ اکتبر ۱۸۷۳ – درگذشته اوت ۱۹۵۶) تاریخ‌نگار، و سیاستمدار اهل رومانی بود.
پترو کازاکو در اوت ۱۹۵۶، در سن ۸۲ سالگی درگذشت.